# Shin Jung Hyun & Yup Juns
I Shin Jung Hyun & Yup Juns (신중현과 엽전들?, Sin Jung-hyeongwa yeopjeondeulLR) sono stati un gruppo musicale hard rock sudcoreano formatosi nel 1973 e scioltosi nel 1975, tra i primi artisti a suonare tale genere in Corea del Sud.

## Etimologia
"Yup Jun" è una romanizzazione arcaica di yeopjeon (엽전?), un tipo di moneta circolare con un foro quadrato al centro. La parola veniva utilizzata per riferirsi sarcasticamente ai coreani.

## Storia
Il gruppo si forma inizialmente come quintetto incentrato attorno al chitarrista Shin Jung-hyeon, prima di diventare un trio composto anche dal bassista Lee Nam-yi e dal batterista Kim Ho-sik. Insieme incidono il primo album, di genere rock psichedelico, che tuttavia non viene mai pubblicato per via della durata troppo lunga. Kim viene poi sostituito alla batteria da Kwon Young-nam, insieme al quale il disco viene registrato nuovamente, aderendo stavolta al genere hard rock. Uscito nel 1974, Shin Jung Hyun & Yup Juns Vol. 1 vende oltre un milione di copie e il suo brano più famoso, The Beauty (미인?, Mi-inLR), viene soprannominato "la canzone dei trenta milioni", con riferimento alla popolazione sudcoreana totale dell'epoca.
L'album successivo, Shin Jung Hyun & Yup Juns Vol. 2, è un rimprovero implicito al dittatore Park Chung-hee, il quale, secondo il figlio di Shin, Shin Dae-chul, aveva richiesto una canzone a propria lode. Nel testo di Beautiful Rivers and Mountains (아름다운 강산?, Areum-da-un gangsanLR), tuttavia, Shin e gli altri componenti della band parlano del panorama della Corea. Ciò causa al gruppo diversi problemi, in particolare l'inserimento di The Beauty nella lista delle 45 canzoni messe al bando dal 9 luglio 1975 (data di entrata in vigore delle disposizioni censorie stabilite dalla costituzione Yushin) al 18 agosto 1987, dopo i festeggiamenti del giorno dell'indipendenza. Taluni credono che The Beauty non sia stata censurata solo a causa del problemi politici della band stessa e al sospetto generale della dittatura nei confronti della cultura giovanile, ma anche perché la seguente frase tratta dal testo era diventata un popolare oggetto di parodia tra i fan:
Nello specifico, una delle parodie sostituiva "vedere" (보고?, bogoLR) con "fare" (하고?, hagoLR), il che poteva essere interpretato in modo velatamente osceno ("Voglio farme[la] una volta, ecc.", riferendosi all'atto sessuale), ma anche politico, inteso come "Voglio fare [il presidente] una volta, fare [il presidente] due volte, continuare a fare [il presidente]", in riferimento alla rimozione dalla costituzione del limite di mandato, che permetteva a Park di ricoprire nuovamente la carica presidenziale.
Il 5 dicembre 1975, la procura di Seul emana un mandato d'arresto nei confronti di Shin Jung-hyeon per violazione della legge sull'utilizzo di sostanze stupefacenti, con l'accusa di aver fatto uso di marijuana dall'ottobre 1972, e di averne forniti 10 grammi ad un altro cantante. Il processo ha inizio il 24 dicembre e Shin viene ricoverato con la forza in un istituto psichiatrico per essere curato. Nel gennaio 1976 il Ministero della cultura e della pubblica informazione mette al bando a tempo indefinito le esibizioni e le pubblicazioni di dischi da parte di 54 artisti legati al consumo di marijuana, tra cui Shin, portando allo scioglimento della band.

## Formazione
- Shin Jung-hyeon – leader, chitarra, voce (1973-1975)
- Lee Nam-yi – basso (1973-1975)
- Kwon Young-nam – batteria (1974-1975)

Ex componenti
- Kim Gi-pyo – chitarra (1973)
- Moon Young-bae – batteria (1973)
- Choi Yi-chul – chitarra (1973)
- Kim Ho-sik – batteria (1974)
- Wang Joon-gi – flauto (1974)

## Discografia
- 1974 – Shin Jung Hyun & Yup Juns Vol. 1
- 1975 – Instrumental Best
- 1975 – Shin Jung Hyun & Yup Juns Vol. 2